# 古德 (堪薩斯州)
古德（英語：Goode）是位於美國堪薩斯州菲利普斯縣的一個鬼鎮。

## 歷史
古德的郵政局於1874年設立，直到1904年結束營運。

## 地理
古德所處的海拔為高於海平面654米（即2146英呎），而該地所採用的時區為UTC-6，即北美中部時區（CST）。同時該地設有夏令時間，為UTC-6調快一小時，即UTC-5（CDT）。